# Ernest Dupuy
Pour les articles homonymes, voir Dupuy.
Ne pas confondre avec l'historien militaire R. Ernest Dupuy
Ernest Dupuy, né le 20 février 1849 à Lectoure et mort le 5 septembre 1918 à Paris, est un professeur, écrivain, critique littéraire et poète français.

## Biographie
Né dans une famille modeste (son père est employé des contributions indirectes), Tomy Charles Antoine Joseph Ernest Dupuy fait des études au lycée d’Auch, puis à Paris au lycée Saint-Louis dont le proviseur est son compatriote Augustin Boutan. Il est admis en 1869 à l’École normale supérieure, où il a pour condisciple et ami Jean Richepin.
Ayant réussi l'agrégation de lettres en 1873, Ernest Dupuy exerce comme professeur de rhétorique dans plusieurs lycées de France, avant de se fixer à Paris.
En 1888-1889, il est chef de cabinet d’Édouard Lockroy, ministre de l’Instruction publique du gouvernement de Charles Floquet.
En 1895, il est nommé inspecteur général de l’Instruction publique.
Mentor de Jérôme Carcopino et d'Abel Bonnard, il soutient la publication du premier recueil de ce dernier, Les Familiers, en 1906.

## Œuvres
- Les Grands Maîtres de la littérature russe au dix-neuvième siècle, Paris, H. Lecene et H. Oudin, 1885
- Victor Hugo, l'homme et le poète, Paris, H. Lecene et H. Oudin, 1887
- Victor Hugo, son œuvre poétique, Paris, Société française d’imprimerie et de librairie, 1890
- La Jeunesse des romantiques. Victor Hugo, Alfred de Vigny, Paris, Société française d’imprimerie et de librairie, 1905
- Poèmes, Paris, Société française d’imprimerie et de librairie, 1908
- Alfred de Vigny, ses amitiés, son rôle littéraire, Paris, Société française d’imprimerie et de librairie, 1912
- Poètes et Critiques, Paris, 1913

## Sources
- Deux siècles d'histoire de Lectoure, 1780-1980, Lectoure, Syndicat d'Initiative, 1981
- Maurice Bordes, « Un intellectuel parisien de la IIIe République originaire de Lectoure, Ernest Dupuy (1849-1918) », Auch, Bulletin de la société archéologique du Gers, 1976, p. 332
- Georges Courtès (dir), Le Gers, dictionnaire biographique de l’Antiquité à nos jours, Auch, Société archéologique du Gers, 1999